# جيني جونز (متزلجة)
جيني جونز (بالإنجليزية: Jenny Jones)‏ هي متزلجة بريطانية، ولدت في 3 يوليو 1980 في برستل في المملكة المتحدة.

## وصلات خارجية
- جيني جونز على موقع الاتحاد الدولي للتزلج (ركوب لوح الثلج) (الإنجليزية)
- جيني جونز على موقع اللجنة الأولمبية الدولية (الإنجليزية)
- جيني جونز على موقع أوليمبيديا (الإنجليزية)
- جيني جونز على موقع اللجنة الأولمبية البريطانية (الإنجليزية)
- جيني جونز على موقع ألعاب إكس (مؤرشف) (الإنجليزية)